# Brett Marshall
Brett Edward Marshall (né le 22 mars 1990 à Highlands, Texas, États-Unis) est un lanceur droitier de baseball sous contrat avec les Rockies du Colorado de la Ligue majeure.

## Carrière

### Yankees de New York
Brett Marshall est drafté au sixième tour de sélection par les Yankees de New York en 2008.
Lanceur partant dans les ligues mineures, Marshall atteint le niveau Triple-A en début de saison 2013 lorsqu'il gradue chez les RailRiders de Scranton. Il fait ses débuts dans le baseball majeur dans des circonstances difficiles avec les Yankees de New York : le club est malmené 12-2 par les Mariners de Seattle le 15 mai 2013 et Marshall est appelé en relève pour lancer cinq manches et deux tiers, au cours desquelles il effectue 108 lancers et accorde cinq points mérités. Il apparaît dans 3 matchs du club en 2013 et maintient une moyenne de points mérités de 4,50 en 12 manches lancées.

### Reds de Cincinnati
Le 23 décembre 2013, Marshall est réclamé au ballottage par les Cubs de Chicago. Sans avoir joué pour les Cubs, il est réclamé au ballottage par les Reds de Cincinnati le 12 février 2014. Il ne joue pas pour Cincinnati et s'aligne en 2014 avec les Bats de Louisville, leur club-école.

### Rockies du Colorado
En novembre 2014, Marshall signe un contrat des ligues mineures avec les Rockies du Colorado.